# Домашний чемпионат Великобритании 1932/1933
Домашний чемпионат Великобритании 1932/33 (англ. 1932–33 British Home Championship) — сорок пятый розыгрыш Домашнего чемпионата, футбольного турнира с участием сборных четырёх стран Великобритании (Англии, Шотландии, Уэльса и Ирландии). Победу в турнире одержала сборная Уэльса.
Турнир начался в сентябре 1932 года, когда шотландцы на выезде разгромили ирландцев со счётом 4:0. В октябре англичане с минимальным счётом обыграли ирландцев, а шотландцы неожиданно были разгромлены дома валлийцами со счётом 2:5. В ноябре Уэльс и Англия сыграли безголевую ничью. В декабре Уэльс разгромил Ирландию со счётом 4:1. В апреле 1933 года Шотландия победила Англию со счётом 2:1.

## Турнирная таблица
| Поз | Команда   | И | В | Н | П | МЗ | МП | РМ | О |
| --- | --------- | - | - | - | - | -- | -- | -- | - |
| 1   | Уэльс (Ч) | 3 | 2 | 1 | 0 | 9  | 3  | +6 | 5 |
| 2   | Шотландия | 3 | 2 | 0 | 1 | 8  | 6  | +2 | 4 |
| 3   | Англия    | 3 | 1 | 1 | 1 | 2  | 2  | 0  | 3 |
| 4   | Ирландия  | 3 | 0 | 0 | 3 | 1  | 9  | −8 | 0 |

## Результаты матчей
| Ирландия | 0:4     | Шотландия                                  |
| -------- | ------- | ------------------------------------------ |
|          | (отчёт) | - Кинг 3′ - Макфейл 27′ 68′ - Макгрори 76′ |

| Англия     | 1:0     | Ирландия |
| ---------- | ------- | -------- |
| Баркли 30′ | (отчёт) |          |

| Шотландия                | 2:5     | Уэльс                                                               |
| ------------------------ | ------- | ------------------------------------------------------------------- |
| - Дьюар 63′ - Данкан 66′ | (отчёт) | - Томсон 10′ (авт.) - Гриффитс 20′ - О’Каллаган 25′ 46′ - Астли 43′ |

| Уэльс | 0:0     | Англия |
| ----- | ------- | ------ |
|       | (отчёт) |        |

| Уэльс                             | 4:1     | Ирландия   |
| --------------------------------- | ------- | ---------- |
| - Астли 47′ 78′ - Роббинс 48′ 87′ | (отчёт) | Инглиш 27′ |

| Шотландия       | 2:1     | Англия   |
| --------------- | ------- | -------- |
| Макгрори 5′ 80′ | (отчёт) | Хант 30′ |

## Победитель
| Победитель Домашнего чемпионата 1932/33 |
| Уэльс Пятый титул                       |

## Бомбардиры
- 3 гола
  - Дей Астли[англ.]
  -  Джимми Макгрори

- 2 гола
  -  Таффи О’Каллаган[англ.]
  -  Уолтер Роббинс[англ.]
  -  Боб Макфейл